# Виламасарђа
Виламасарђа (итал. Villamassargia) је насеље у Италији у округу Карбонија-Иглесијас, региону Сардинија.
Према процени из 2011. у насељу је живело 3119 становника. Насеље се налази на надморској висини од 124 м.

## Становништво
| 1931. | 1936. | 1951. | 1961. | 1971. | 1981. | 1991. | 2001. | 2011. |
| ----- | ----- | ----- | ----- | ----- | ----- | ----- | ----- | ----- |
| 2.386 | 2.449 | 2.823 | 3.276 | 3.174 | 3.598 | 3.825 | 3.713 | 3.655 |